# EUvonal
Az EUvonal tájékoztató szolgálatot 2003 elején indította a Magyar Köztársaság Külügyminisztériuma, hogy segítse a lakossági felkészülést az Európai Unióhoz történő csatlakozásra, annak várható hatásaira. A csatlakozás után az EUvonal feladata az uniós szabályokról, lehetőségekről, mindennapjainkat érintő változásokról való tájékoztatás. 
Az EUvonalhoz bárki intézhet az Európai Uniót érintő kérdést a weblapján keresztül, e-mailben, illetve Skype-on. Az EUvonal honlapján a hírek és az EU alapvető fogalmai mellett nagy hangsúlyt kapnak a mindennapi életünkben is használható gyakorlati információk és a szolgálathoz beérkezett leggyakoribb tematikus kérdések.

## EUvonal.hu honlap
Az EUvonal honlapja az Európai Unióval, annak tagországaival és intézményeivel, illetve az uniós tagsággal kapcsolatos alapinformációkat, ismertetőket, tanulmányokat és gyakorlati információkat közöl. 

### A csatlakozás időszakában
A honlap rovatai (Aktuális, Tények, Mindennapok, Tagországok, Kérdések-válaszok) rövid ismertetőkben foglalták össze a tényeket, a tagsággal járó kötelezettségeket, jogokat, a mindennapi életünket meghatározó uniós szabályokat, a tagországok társadalombiztosítási, adózási, egészségügyi, oktatási rendszereit, a munkavállaláshoz szükséges tudnivalókat és a leggyakrabban feltett kérdésekre adott válaszokat.
Az EUvonal honlapján online ügyfélszolgálat működött, ahol kérdéseket lehetett feltenni, de a szolgáltatás e-mailben és Skype-on is elérhető volt. A kérdéseket az EUvonal néhány napon belül válaszolta meg. Az EUvonal további kedvelt szolgáltatása volt az ún. regisztrációsadó-kalkulátor.
Elérhető innen a Wikipédiához hasonló online lexikon is, az EUpedia.

### Később
A honlap később elszakadt a közigazgatástól, jelenleg egy „közösségi kezdeményezés”, amelyet magánszemélyek üzemeltetnek, nem állami szervek.

## Külső hivatkozások
- Hivatalos honlap
- Euvonal.hu a Facebook oldalán
- Az EUpedia honlapja